# NGC 781
NGC 781 је спирална галаксија у сазвежђу Ован која се налази на NGC листи објеката дубоког неба.
Деклинација објекта је + 12° 39' 20" а ректасцензија 2h 0m 8,8s. Привидна величина (магнитуда) објекта NGC 781 износи 13,3 а фотографска магнитуда 14,1. NGC 781 је још познат и под ознакама UGC 1482, MCG 2-6-10, CGCG 438-11, KARA 81, PGC 7577.